# Betaglobuline
Le beta-globuline (o β-globuline) sono un gruppo di proteine globulari plasmatiche, così chiamate perché nell'elettroforesi sono più mobili delle gamma-globuline e meno mobili delle alfa-globuline. Queste molecole sono state riscontrate sia in mammiferi che in anfibi e la loro concentrazione media nel flusso sanguineo umano è di  0,5 g/dl.
Esempi di β-globuline sono:
- β2-microglobulina
- plasminogeno
- angiostatine
- properdina
- globuline leganti gli ormoni sessuali
- transferrina
- fibrinogeno
- emopessina